# قيزيق
القيزيق (الاسم العلمي:Cyzicus) هو جنس من الحيوانات يتبع فصيلة القيازق من رتبة مضاعفات الدرقة.

## أنواع القيزيق
- قيزيق بيلفراجي
- قيزيق كاليفورني
- قيزيق متطاول
- قيزيق ماتوكسي
- قيزيق مكسيكي
- قيزيق مورسي
- قيزيق هلبي